# Tamelang
Tamelang is een bestuurslaag in het regentschap Karawang van de provincie West-Java, Indonesië. Tamelang telt 5860 inwoners (volkstelling 2010).